# Duguetia antioquensis
Duguetia antioquensis är en kirimojaväxtart som beskrevs av H. León och Paulus Johannes Maria Maas. Duguetia antioquensis ingår i släktet Duguetia och familjen kirimojaväxter. Inga underarter finns listade i Catalogue of Life.